# Radhika Jones
Radhika Jones (New York, 1973) è una giornalista e editrice della carta stampata statunitense, dal 2017 caporedattrice della rivista americana Vanity Fair.

## Biografia
Jones è nata a New York da padre statunitense, Robert L. Jones, e da madre indiana, Marguerite Jones. È cresciuta a Ridgefield, nel Connecticut. Ha un fratello e una sorella di nome Nalini. Jones ha conseguito una laurea presso l'Università di Harvard e un dottorato di ricerca in inglese e letteratura comparata presso la Columbia University, dove ha anche tenuto corsi di scrittura e letteratura.
Vive a Brooklyn con marito e figlio.

## Carriera
Jones ha iniziato la sua carriera a Mosca come direttrice artistica del Moscow Times in lingua inglese. È stata caporedattrice di The Paris Review prima di passare a Time come editrice della sezione cultura nel 2008. Durante il suo impiego presso Time ha supervisionato la lista annuale della rivista sulle 100 persone più influenti e Persona dell'anno. Nel 2016 è entrata a far parte del New York Times come direttrice editoriale del dipartimento libri.

### Nomina aVanity Fair
Il 13 novembre 2017, Condé Nast ha annunciato ufficialmente la nomina di Jones alla carica di caporedattrice di Vanity Fair, succeduta a Graydon Carter che si era ritirato dopo 25 anni nel ruolo. Jones ha iniziato a lavorare presso il magazine dall'11 dicembre 2017, con uno stipendio di circa 500.000 dollari (a differenza dello stipendio di Graydon Carter di 2 milioni di dollari). Secondo The Guardian, Jones è stata nominata e sostenuta da David Remnick, l'editore di The New Yorker.